# Deutsche Journalistinnen- und Journalisten-Union

Logo

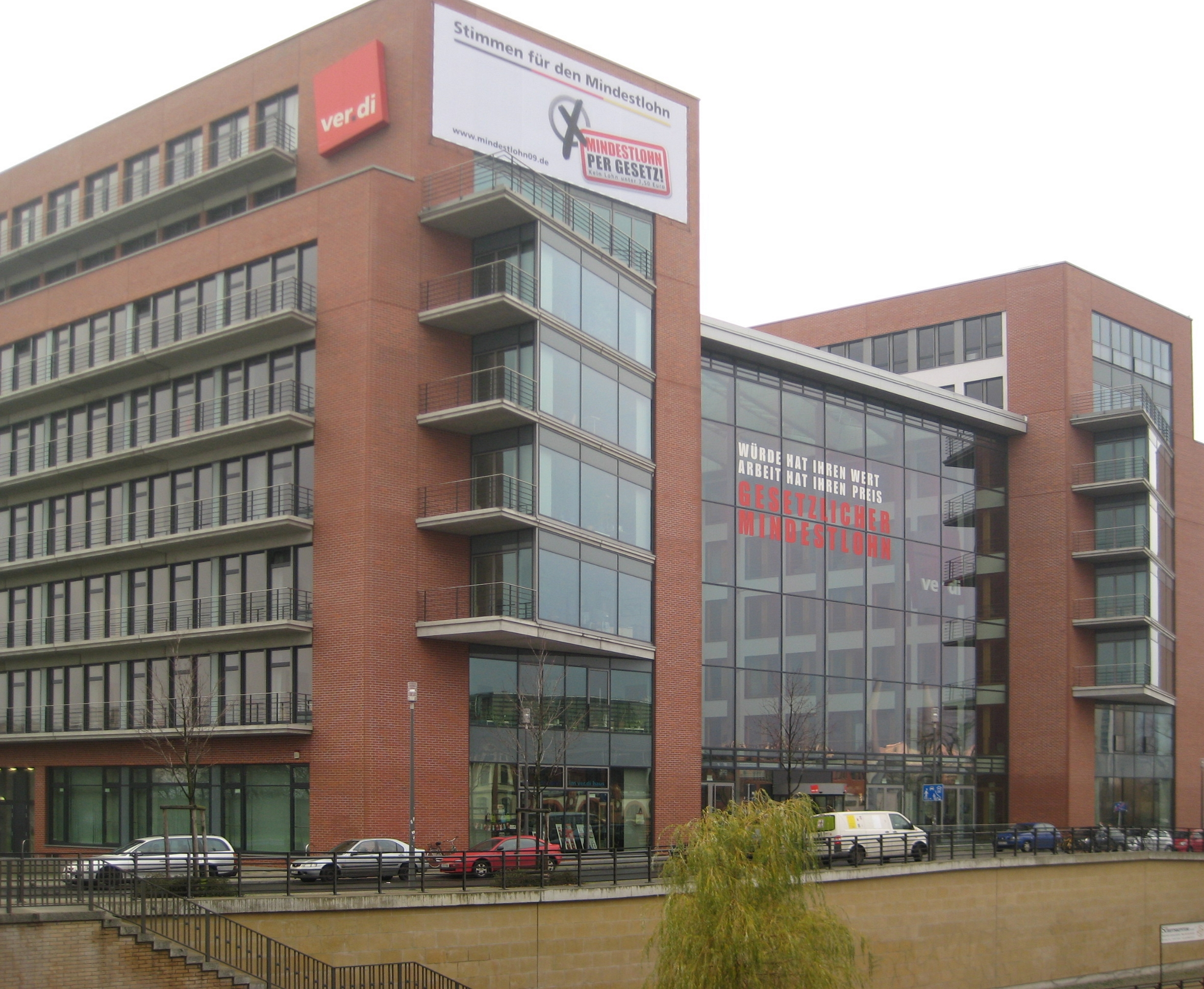
Die dju-Bundesgeschäftsführung hat ihren Sitz im Gebäude der ver.di-Bundesverwaltung am Paula-Thiede-Ufer in Berlin

Die Deutsche Journalistinnen- und Journalisten-Union (dju) ist die Journalistenorganisation innerhalb des Deutschen Gewerkschaftsbundes. Sie ist eine Berufsgruppe innerhalb der Fachgruppe Medien in der Vereinten Dienstleistungsgewerkschaft (ver.di).
Von den knapp 22.000 Mitgliedern in Deutschland sind mehr als zwei Drittel freie Journalisten. Die dju gehörte zur 1948 gegründeten IG Druck und Papier und ab 1989 zur IG Medien, die sich mit anderen Gewerkschaften im Jahr 2000 zur Vereinten Dienstleistungsgewerkschaft zusammenschloss.
Die dju ist Mitglied der Internationalen Journalisten-Föderation (IJF) und der Europäischen Journalisten-Föderation (EFJ).

## Geschichte

### Gründung 1951
Als Fachgruppe der IG Druck und Papier wurde die Organisation 1951 gegründet. Gründungsmitglieder waren neben anderen August Enderle, Fritz Sänger, Ernst Lemmer, Jakob Kaiser, Heinz Kühn und Willy Brandt. Ab 1951 erschien als Mitgliederzeitschrift die feder. Als erster Berufsgruppenvorsitzender wurde 1951 August Enderle gewählt und bei der Bundesberufsgruppenkonferenz 1953 in Stuttgart bestätigt. Seine Nachfolge trat 1957 Heinz Kühn an, Enderle wurde Ehrenvorsitzender. Beim Gewerkschaftstag in Hannover im November 1959 löste der Chefredakteur der Gewerkschaftlichen Monatshefte, Walter Fabian, Kühn ab. Ein bekanntes Bundesvorstandsmitglied war zehn Jahre lang Emil Carlebach. Den Namen Deutsche Journalisten-Union (dju) erhielt die Berufsgruppe 1960. In diesem Jahr bekam die dju ihren ersten Geschäftsführer. 1964 wurde Gerd Herda von der Frankfurter Rundschau zum Vorsitzenden gewählt.

### 1968 bis 1989
Erst 1968 erkannte der Bundesverband Deutscher Zeitungsverleger die dju als Tarifvertragspartei an, bis dahin waren Tarifverhandlungen lediglich regional oder in Betrieben geführt worden. 1970 wurde Eckart Spoo zum Vorsitzenden gewählt; 1972 übernahm Hans Büttner die Bundesgeschäftsführung. 1977 wurde der erste Tarifvertrag für arbeitnehmerähnliche Journalistinnen und Journalisten an Tageszeitungen mit dem BDZV vereinbart, dem sich die Verleger aus Hessen nicht anschlossen. 1980 wurde mit einem Streik, an dem sich Redakteure an mehr als hundert Zeitungen beteiligten, ein Manteltarifvertrag erzwungen, der erstmals die Arbeitszeit von festangestellten Journalisten an Tageszeitungen mit einer 40-Stunden-Woche an fünf Tagen regelte; ab 1986 wurde die Wochenarbeitszeit auf 38,5 Stunden im Manteltarifvertrag reduziert. Hartmut Schergel, Redakteur des Kölner Stadt-Anzeigers, trat 1986 die Nachfolge Spoos als Vorsitzender an. Mit der Gründung der IG Medien im November 1989 wurde die Berufsgruppe der IG Druck und Papier zur Fachgruppe dju/SWJV der IG Medien.

### 1990 bis 2001
1990 wurde die 35-Stunden-Woche tarifvertraglich ab 1998 durchgesetzt; mit Streiks an 104 Tageszeitungen, an denen sich mehr als 15.000 Journalisten beteiligten, wurde zudem der Tarifvertrag, der die journalistische Ausbildung im Rahmen eines Volontariats regelt, erreicht. Nach der Auflösung des Verbands der Journalisten der DDR 1990 baute die dju Fachgruppen in den neuen Bundesländern auf. Zu ehemaligen VDJ-Mitgliedern kamen 1991 auch die Journalisten der Fachgruppe Rundfunk/Film/AV-Medien (RFAV) zur dju. Die dju-Publikation die feder ging zusammen mit der Zeitschrift HFF – Hörfunk, Fernsehen Film der RFFU in der Fachzeitschrift Publizistik & Kunst auf. Bei der Bundesfachgruppenkonferenz 1992 in Springen wurden Jutta Ditfurth, Wolfgang Mayer und Hans-Otto Wiebus zu Bundesvorsitzenden gewählt und übten das Amt gemeinsam aus. 1994 erschien die erste Ausgabe der Fachzeitschrift M – Menschen Machen Medien. 1995 erhielt die dju wiederum drei gleichberechtigte Bundesvorsitzende: Mechtild Kock, Gunter Haake und Carsten Seibold. Sie amtierten bis November 1997 und wurden von einem kommissarischen Bundesvorstand ersetzt, dem Franziska Hundseder vorstand. Sie wurde im Oktober 1998 Vorsitzende. Im Februar 2000 nahm die dju das 20.000 Mitglied auf. 2001 feierte die dju ihr 50-jähriges Bestehen.

### 2001 bis 2018
Nach Franziska Hundseder übernahm Manfred Protze (dpa Oldenburg) den Vorsitz der dju. 2004 wurde Malte Hinz (Westfälische Rundschau) zum Vorsitzenden gewählt. Ihn löste nach seinem Ausscheiden aus dem Amt 2008 Ulrich Janßen (Nordwest-Zeitung Oldenburg) nach einer Wahl im Bundesvorstand ab. Ulrich Janßen wurde auch 2011 Vorsitzender und 2015 wiedergewählt. Er verstarb in der Nacht zum 31. März 2017.

### Seit 2019
Bei ihrer Bundeskonferenz am 8. Februar 2019 in Berlin wählten die Delegierten die ZEIT-Online-Redakteurin Tina Groll (Berlin) zur Vorsitzenden. Sie gab das Amt im Dezember 2024 ab. Der Bundesvorstand der dju wählte StPeter Freitag, Redakteur Rheinische Redaktionsgemeinschaft (RRG) von Kölner Stadt-Anzeiger und Kölnische Rundschau und Mitglied im Betriebsrat der RRG, und Lars Hansen, Redakteur beim Hamburger Abendblatt (Funke Mediengruppe) aus Hamburg. zur neuen Doppelspitze der Berufsgruppe. Bundesgeschäftsführerin ist seit November 2020 Monique Hofmann. Sie folgte Ulrike Maercks-Franzen (2000 bis 2011) und Cornelia Berger (2011 bis 2020).

## dju in der Fachgruppe Medien
Am 3. und 4. März 2007 wurde die neue Fachgruppe Medien in ver.di gegründet. Sie besteht aus den Mitgliedern der bisherigen Fachgruppen Rundfunk, Film und audiovisuelle Medien (RFAV) und der Deutschen Journalistinnen- und Journalisten-Union. Die dju vertritt als eigenständige Berufsgruppe in der Fachgruppe Medien die berufspolitischen und ethischen Interessen der Journalisten aller Medien. Zum Vorsitzenden der neuen Fachgruppe Medien wurde Werner Ach (ZDF) gewählt. 2011 wurde seine Wahl bestätigt. Am 21. und 22. Februar 2015 wurde in der 3. Bundeskonferenz der Fachgruppe Medien in Berlin Manfred Kloiber (freier Journalist, Deutschlandfunk) zum neuen Vorsitzenden gewählt, am 9. Februar 2019 wurde er in dieser Funktion bestätigt.
Die Gewerkschaft hat Landesfachgruppen mit eigenständigen Büros für Baden-Württemberg, Bayern, Berlin/Brandenburg, Hessen, Niedersachsen/Bremen, Hamburg/Schleswig-Holstein/Mecklenburg-Vorpommern, Nordrhein-Westfalen, Rheinland-Pfalz/Saar und für Sachsen/Sachsen-Anhalt/Thüringen.

## Publikationen
Neben der Fachzeitschrift M – Menschen Machen Medien gibt der Verband eine Reihe von Publikationen heraus. Dazu gehören Broschüren wie der Volo-Ratgeber zu Ausbildungswegen im Journalismus oder die Reihe Journalismus konkret.

## Leistungen und Kosten
Die Gewerkschaft bietet folgende Leistungen:
- Interessenvertretung
- Informationen durch Broschüren, Flyer und Internet
- Berufliche Beratung, insbesondere für Selbstständige[4]
- Rechtsschutz
- Presseausweis
- Abonnement der Zeitschrift M – Menschen Machen Medien
- Veranstaltungen wie der Journalismustag (jährlich seit 1986)
- Seminare für Betriebsräte
- Weiterbildung für Journalistinnen und Journalisten
- Vergünstigte Versicherungen

Der Mitgliedsbeitrag liegt bei 1 % des Bruttoeinkommens (bei Freien des Betriebsgewinns), bei 3.500 Euro Monatsbruttogehalt also beispielsweise 420 Euro pro Jahr.

## Charta zur Sicherung von Qualität im Journalismus
Die dju setzt sich für Qualität im Journalismus ein. 2003 verabschiedete sie Die Charta zur Sicherung von Qualität im Journalismus. Sie wurde bei der Bundeskonferenz 2007 um Passagen ergänzt, die eine Unvereinbarkeit journalistischer und geheimdienstlicher Tätigkeit betonen und eine Trennung zwischen journalistischer Berichterstattung und Public Relations fordern.
Außerdem ist die Deutsche Journalistinnen- und Journalisten-Union Mitunterzeichner der gemeinsamen Erklärung des AK Vorrat zum Gesetzesentwurf über die Vorratsdatenspeicherung.

## Demo-Watch
Nachdem mit dem Erstarken der PEGIDA-Bewegung und fremdenfeindlicher Versammlungen die Übergriffe auf Journalisten während Demonstrationen und öffentlichen Veranstaltungen zugenommen hatten, gründete die dju das Projekt Demo-Watch. In einer Whats-App-Gruppe können sich Journalisten eintragen, die einen Vorfall öffentlich machen wollen und Unterstützung benötigen. Das Forum soll auch eine regionale Vernetzung möglich machen. Bei entsprechendem Bedarf will die dju dann Sicherheitstrainings für die Medienarbeit bei sogenannten Großlagen organisieren.